# Kloster Casanova (Piemont)
Kloster Casanova (Piemont) (zu unterscheiden von Kloster Casanova (Abruzzen)),  ist eine ehemalige Zisterzienserabtei in der Region Piemont, Italien.

## Lage
Das Kloster liegt rund 7 km ostnordöstlich von Carmagnola in der Metropolitanstadt Turin an der Straße nach Poirino nahe dem Bach Stellone.

## Geschichte
Die Stiftung des Klosters, eines Tochterklosters von Kloster Tiglieto in Ligurien aus der Filiation der Primarabtei La Ferté, soll 1130, 1137 oder 1142 durch Manfred I., Markgraf von Saluzzo erfolgt sein. 1151 wurde die Gründung von Papst Eugen III. bestätigt. Es wird vermutet, dass an der Stelle des späteren Klosters bereits eine Marienkirche bestand. 1242 entsandte Tiglieto einen Bautrupp unter Leitung des Meisters Gandolfo nach Casanova. Erster Abt des Klosters wurde aber Alberico. 1195 bestätigte Kaiser Heinrich VI. das Kloster in seinem Besitz. Durch Schenkungen kam das Kloster zu beträchtlichem Reichtum. Im 15. Jahrhundert fiel das Kloster in Kommende, und seit 1497 gehörte es der Zisterzienserkongregation vom Heiligen Bernhard an. Im Jahr 1775 wurde das Kloster aufgehoben. Die Kirche ist seit 1872 Pfarrkirche.

## Anlage und Bauten
Die um 1155 begonnene und um 1200 vollendete Abteikirche Santa Maria ist eine kreuzförmige Backsteinbasilika vom Typ Fontenay mit rechteckigem Hauptchor, Querhaus mit je zwei rechteckigen Seitenkapellen im Osten mit Langhaus zu vier Doppeljochen im gebundenen System mit frühgotischen Spitzbögen. Chor und Querhauskapellen sind von einer Spitztonne überwölbt, auch für die übrigen Bauteile war eine solche wohl ursprünglich vorgesehen. Kreuz- und Achteckpfeiler wechseln sich ab. Am südlichen Querhausarm befindet sich eine hochgelegene Tür zum ehemaligen Dormitorium (die Treppe fehlt). Die Kirche wurde 1680 barockisiert, aber nach 1960 wieder weitgehend in den ursprünglichen Zustand zurückversetzt, jedoch blieb die Barockfassade erhalten. Die im Süden (rechts) von der Kirche gelegenen Klostergebäude wurden in der Mitte des 18. Jahrhunderts barock erneuert.